# La Bruja Avería
La Bruja Avería es un personaje del programa infantil La bola de cristal, emitido por Televisión Española en los años ochenta y dirigido por Lolo Rico. Este personaje, interpretado por la actriz Matilde Conesa, era un ser malvado que quería hacer explotar a los demás electroduendes, unos personajes cuya imagen gráfica fue creada por Miguel Fernández-Pacheco.

## Historia
La Bruja Avería hizo su primera aparición en el primer programa de La bola de cristal, emitido el sábado 6 de octubre de 1984. Dejó de aparecer en el año 1988, último año de emisión del programa. La Bruja Avería aparecía exclusivamente en la primera sección del programa, la que correspondía con Los Electroduendes. Esta sección estaba pensada para los niños más pequeños y, en ella, La Bruja Avería aparecía junto a cuatro electroduendes más: Maese Sonoro, Maese Cámara, Hada Vídeo y la Bruja Truca.
En los primeros programas de La bola de cristal, cada electroduende poseía una personalidad y habilidades específicas, que mostraron en los primeros meses. La Bruja Avería tenía la capacidad de hacer explotar las cosas, incluidos a los demás electroduendes. Siempre llevaba un rayo en la mano que utilizaba para fundir a los electroduendes.
En 2020, el Museo Internacional de Títeres de Albaida (Valencia) ha anunciado la adquisición de varios de los muñecos originales del programa, entre ellos el de la Bruja Avería. Habían pertenecido al titiritero de origen cubano Alejandro Milán, quien trabajó en TVE desde la década de 1960.

## Personajes
- Cenicienta, en el que ella misma era Cenicienta.
- Una bruja malvada en Las mil y una noches, en la que funde al sultán.
- Fue presidenta del gobierno en la república electrovoltaica de Tetrodia, y los demás electroduendes eran su equipo de gobierno.
- En el cuento Los cinco deseos, intenta robarle la lámpara maravillosa al Hada Vídeo, que le entrega la lámpara a la que solo le queda un deseo, y Avería pide ser rubia.
- Fue el hada madrina en Narciso Radar. Se aparece ante Narciso como su hada madrina.

## Frases célebres
Qué mala... pero qué mala soy...
¡Viva el mal! ¡Viva el capital!
¡Por Orticón, Saticón y Vidicón!
Ponen mucho esmero los banqueros y los pobres sufren serios quebraderos.